# 姜笑洋
姜笑洋（1970年1月—），男，中华人民共和国外交官，现任中华人民共和国驻哈巴罗夫斯克总领事。

## 生平
姜笑洋曾任驻白俄罗斯大使馆政务参赞兼首席馆员、驻阿塞拜疆大使馆政务参赞兼首席馆员、驻俄罗斯大使馆参赞兼双边关系处主任和政治新闻处主任。2021年，任外交部欧亚司参赞。2022年9月，出任中华人民共和国驻哈巴罗夫斯克总领事。